# Scooby-Doo a hádej kdo?
Scooby-Doo a hádej kdo? (též Scooby-Doo a hádej kdo je tu?, v anglickém originále Scooby-Doo and Guess Who?) je americký animovaný televizní seriál z produkce Warner Bros. Animation a Chrise Baileyho. Jedná se o třináctý díl ze série Scooby-Doo.
Seriál měl premiéru na televizi Boomerang SVOD 27. června 2019, 8. července 2019 měl premiéru na Cartoon Network. Později se seriál přesunul na HBO Max a zbývající epizody druhé série byly uvedeny 1. října 2021.
První série byla na DVD vydaná 19. ledna 2021 a druhá 28. června 2022.

## Premisa
Seriál vychází z podobné premisy jako Nová dobrodružství Scooby-Doo. Zaměřuje se na společnost Mystery Inc., která odhaluje příšery, řeší záhady, přičemž se setkává s různými celebritami a fiktivními postavami, včetně postav z DC Comics a Hanna-Barbera.

## Obsazení
- Frank Welker jako Scooby-Doo, Fred Jones, Dynomutt, Speed Buggy, a Magilla Gorilla
- Grey Griffin jako Daphne Blake
- Matthew Lillard jako Shaggy Rogers
- Kate Micucci jako Velma Dinkley

## Epizody
| Sezóna | Epizody | Epizody | Původně vysílané  | Původně vysílané     | Původně vysílané |
| Sezóna | Epizody | Epizody | Poprvé odvysíláno | Naposledy odvysílano | Stanice          |
| ------ | ------- | ------- | ----------------- | -------------------- | ---------------- |
| 1      | 26      | 13      | 27. června 2019   | 19. září 2019        | Boomerang        |
| 1      | 26      | 13      | 2. července 2020  | 2. července 2020     | Boomerang        |
| 2      | 26      | 15      | 1. října 2020     | 25. února 2021       | Boomerang        |
| 2      | 26      | 11      | 1. října 2021     | 1. října 2021        | HBO Max          |